# ポルマーニ
株式会社ポルマーニは東京都品川区にある芸能事務所である。1995年3月1日に設立された。代表取締役社長は元フォーセインツのメンバーの志賀正浩。主にジャズアーティストをマネージメントしており、コンサート企画、演出などトータルプロデュースもしており、社長自身も司会で出演する公演もある。

## 所属アーティスト・パーソナリティー
- TOKU
- マリーン
- 大西順子
- 大槻りこ
- コモブチキイチロウ
- ケイコ・リー